# Maori (cargo)
Pour les articles homonymes, voir Maori.
Le Maori est un cargo français des Messageries maritimes lancé en 1958 et qui fit naufrage pour des raisons inconnues dans le golfe de Gascogne   en 1971 provoquant la mort de 38 de ses 39 membres d'équipage.

## Histoire
Il est lancé le 29 juin 1958 au Chantier naval de La Ciotat pour le compte de la Compagnie des Messageries Maritimes, premier d'une série de dix cargos  , dits « 9300 tonnes ». Il est affecté à la ligne entre l'Europe du Nord et l'Extrême Orient sa première année puis sur le Pacifique Sud (Tahiti, Nouvelle-Zélande...) à partir de 1959. 
le 9 novembre 1971, il est dans le golfe de Gascogne, faisant route vers Le Havre où il est attendu le lendemain avec un 6 845 tonnes de nickel chargées à Nouméa,  en Nouvelle-Calédonie et 1 003 tonnes d'huile de coprah chargées à Papeete à Tahiti.  Il émet alors un message de détresse « Demandons assistance immédiate 46,5 Nord. 12 W », message capté par les stations radio côtières dont celle du Conquet en Bretagne. Le navire n'émettra plus aucun autre message. Différents autres bateaux présents sur zone annoncent alors par radio se dérouter pour lui porter assistance mais sans le localiser. Un avion de l'aéronanavale française décolle de la base de Lann Bihoué à 7h15 et à 9h30 il aperçoit au milieu d'une mer agitée, une embarcation retournée , des débris et une nappe de mazout.  Le navire a fait naufrage dans le golfe de Gascogne, à environ 500 milles nautiques à l'ouest de Bordeaux. Des 39 membres d'équipage, un seul survit,, le lieutenant mécanicien Jean-Yves Duclaud recueilli par le cargo allemand Vegesack. A ce jour, les raisons exactes du naufrage ne sont pas connues. Ont été évoqués un désarrimage de la cargaison de nickel ou un défaut de structure du navire.